# Najtentulus
Najtentulus es un género de Protura en la familia Acerentomidae.

## Especies
- Najtentulus silvestris Szeptycki & Weiner, 1997